# Manfred Goedecke
Manfred Goedecke (* 4. März 1949 in Kirchworbis) ist ein deutscher Bergingenieur und ehemaliger DDR-Politiker (NDPD).

## Leben und Tätigkeit
Er stammt aus dem Eichsfeld und ist der Sohn eines Angestellten. Nach dem Schulbesuch studierte er bis 1972 Ingenieurökonomie Bergbau/Tiefbau an der Bergakademie Freiberg. Nach dem Abschluss als Diplom-Ingenieur wurde er zunächst wissenschaftlicher Assistent und dann Mitarbeiter auf Grubenklimate im Kalibergbau. 1980 promovierte Goedecke an der Fakultät für technische Wissenschaften der Bergakademie Freiberg. Das Thema seiner Dissertation A lautete: Bewertung und Begrenzung von Klima-Arbeitsbelastungen in trocken-heißen Gruben – ein Beitrag zur Beherrschung ungünstiger Klimate im Kali- und Steinsalzbergbau.
Er war Mitglied der DDR-Blockpartei NDPD und als Betriebsschlosser, Diplom-Ingenieurökonom und wissenschaftlicher Sekretär der Sektion Geotechnik/Bergbau an der Bergakademie Freiberg ab 1986 Abgeordneter der Volkskammer der DDR.
Im Jahr 1987 wechselte Goedecke an das Institut für Bergbausicherheit in Leipzig, wo er zum Leiter des Themenkomplexes Grubenwehrforschung ernannt wurde. Nachdem er zuvor bereits einige Vorlesungen an der Bergakademie Freiberg gehalten hatte, wurde er 1989 zum Honorardozenten für Bergbausicherheit berufen. Nach dem Mauerfall 1990 folgte Goedeckes dortige Habilitation. Das Thema seiner Dissertation B lautete: Zu einigen grundsätzlichen Problemen und Entwicklungstendenzen bei der Gewährleistung der Bergbausicherheit beim untertägigen Bergbau in ungünstigen Klimaten.
Nach der deutschen Wiedervereinigung 1990 wurde Goedecke Geschäftsführer der Industrie- und Handelskammer (IHK) Südwestsachsen und übernahm den Bereich Industrie, Umwelt und Verkehr. Durch seine enge Beziehung zur Bergakademie regte er 1994 einen Kooperationsvertrag zwischen beiden Einrichtungen an. Ab 1992 war er auch Geschäftsführer der Technologie Centrum Chemnitz GmbH. Manfred Goedecke war Mitinitiator, Gründungsmitglied und Vorstand des inzwischen fast 200 Mitglieder umfassenden Geokompetenzzentrums Freiberg e.V.
Im Dezember 2012 trat Goedecke als Geschäftsführer Industrie und Außenwirtschaft bei der IHK in den Ruhestand.

## Schriften (Auswahl)
- Bewertung und Begrenzung von Klima-Arbeitsbelastungen in trocken-heißen Gruben – ein Beitrag zur Beherrschung ungünstiger Klimate im Kali- und Steinsalzbergbau, Teil 1 und 2. Freiberg 1980 (Dissertation A).
- Zu einigen grundsätzlichen Problemen und Entwicklungstendenzen bei der Gewährleistung der Bergbausicherheit beim untertägigen Bergbau in ungünstigen Klimaten. Freiberg (Sachsen) 1989 (Dissertation B).

## Ehrungen (Auswahl)
- 2009: Ehrenbürger der TU Bergakademie Freiberg[3]
- Botschafter des Erzgebirges
- Sächsischer Verdienstorden